# Donghuan, Guangdong
Donghuan (kinesiska: 东环) är ett stadsdelsdistrikt (jiedao) i sydöstra Kina. Det ligger i stadsdistriktet Panyu i provinshuvudstaden Guangzhou i provinsen Guangdong, omkring 23 kilometer sydost om centrala Guangzhou. Antalet invånare är 52 965. Befolkningen består av 25 737 kvinnor och 27 228 män. Barn under 15 år utgör 11,0 %, vuxna 15-64 år 85 %, och äldre över 65 år 3,0 %.